# Kanton Signy-l’Abbaye
Der Kanton Signy-l’Abbaye ist ein französischer Wahlkreis im Département Ardennes in der Region Grand Est. Er umfasst 71 Gemeinden aus den Arrondissements Charleville-Mézières und Rethel, sein bureau centralisateur ist in Signy-l’Abbaye. Im Rahmen der landesweiten Neuordnung der französischen Kantone wurde er im Frühjahr 2015 erheblich erweitert.

## Gemeinden
Der Kanton besteht aus 71 Gemeinden mit insgesamt 15.391 Einwohnern (Stand: 1. Januar 2022) auf einer Gesamtfläche von 819,51 km²:
| Gemeinde                | Einwohner 1. Januar 2022 | Fläche km² | Dichte Einw./km² | Code INSEE | Postleitzahl | Arrondissement       |
| ----------------------- | ------------------------ | ---------- | ---------------- | ---------- | ------------ | -------------------- |
| Antheny                 | 100                      | 10,14      | 10               | 08015      | 08260        | Charleville-Mézières |
| Aouste                  | 202                      | 12,83      | 16               | 08016      | 08290        | Charleville-Mézières |
| Aubigny-les-Pothées     | 306                      | 10,42      | 29               | 08026      | 08150        | Charleville-Mézières |
| Auboncourt-Vauzelles    | 96                       | 5,40       | 18               | 08027      | 08270        | Rethel               |
| Barbaise                | 106                      | 6,68       | 16               | 08047      | 08430        | Charleville-Mézières |
| Blanchefosse-et-Bay     | 136                      | 20,47      | 7                | 08069      | 08290        | Charleville-Mézières |
| Bossus-lès-Rumigny      | 95                       | 8,14       | 12               | 08073      | 08290        | Charleville-Mézières |
| Cernion                 | 54                       | 6,58       | 8                | 08094      | 08260        | Charleville-Mézières |
| Champlin                | 74                       | 5,90       | 13               | 08100      | 08260        | Charleville-Mézières |
| Chappes                 | 82                       | 9,59       | 9                | 08102      | 08220        | Rethel               |
| Chaumont-Porcien        | 486                      | 35,97      | 14               | 08113      | 08220        | Rethel               |
| Chesnois-Auboncourt     | 162                      | 4,71       | 34               | 08117      | 08270        | Rethel               |
| Clavy-Warby             | 342                      | 11,78      | 29               | 08124      | 08560        | Charleville-Mézières |
| Dommery                 | 187                      | 10,66      | 18               | 08141      | 08460        | Charleville-Mézières |
| Doumely-Bégny           | 78                       | 7,80       | 10               | 08143      | 08220        | Rethel               |
| Draize                  | 90                       | 6,79       | 13               | 08146      | 08220        | Rethel               |
| Estrebay                | 86                       | 9,37       | 9                | 08154      | 08260        | Charleville-Mézières |
| Faissault               | 257                      | 6,07       | 42               | 08163      | 08270        | Rethel               |
| Faux                    | 63                       | 3,28       | 19               | 08165      | 08270        | Rethel               |
| Flaignes-Havys          | 92                       | 13,70      | 7                | 08169      | 08260        | Charleville-Mézières |
| Fraillicourt            | 171                      | 14,39      | 12               | 08178      | 08220        | Rethel               |
| Girondelle              | 157                      | 11,53      | 14               | 08189      | 08260        | Charleville-Mézières |
| Givron                  | 94                       | 7,15       | 13               | 08192      | 08220        | Rethel               |
| Grandchamp              | 89                       | 7,28       | 12               | 08196      | 08270        | Rethel               |
| Gruyères                | 104                      | 5,48       | 19               | 08201      | 08430        | Charleville-Mézières |
| Hagnicourt              | 68                       | 5,75       | 12               | 08205      | 08430        | Rethel               |
| Hannappes               | 134                      | 8,45       | 16               | 08208      | 08290        | Charleville-Mézières |
| Jandun                  | 304                      | 12,78      | 24               | 08236      | 08430        | Charleville-Mézières |
| Justine-Herbigny        | 164                      | 11,77      | 14               | 08240      | 08270        | Rethel               |
| La Férée                | 70                       | 11,01      | 6                | 08167      | 08290        | Charleville-Mézières |
| La Neuville-lès-Wasigny | 162                      | 5,21       | 31               | 08323      | 08270        | Rethel               |
| La Romagne              | 130                      | 9,91       | 13               | 08369      | 08220        | Rethel               |
| Lalobbe                 | 165                      | 9,96       | 17               | 08243      | 08460        | Charleville-Mézières |
| Launois-sur-Vence       | 686                      | 13,37      | 51               | 08248      | 08430        | Charleville-Mézières |
| Le Fréty                | 61                       | 7,09       | 9                | 08182      | 08290        | Charleville-Mézières |
| L’Échelle               | 133                      | 9,96       | 13               | 08149      | 08150        | Charleville-Mézières |
| Lépron-les-Vallées      | 65                       | 6,42       | 10               | 08251      | 08150        | Charleville-Mézières |
| Liart                   | 596                      | 13,44      | 44               | 08254      | 08290        | Charleville-Mézières |
| Logny-Bogny             | 153                      | 10,66      | 14               | 08257      | 08150        | Charleville-Mézières |
| Lucquy                  | 579                      | 5,07       | 114              | 08262      | 08300        | Rethel               |
| Maranwez                | 54                       | 3,03       | 18               | 08272      | 08460        | Charleville-Mézières |
| Marby                   | 79                       | 7,35       | 11               | 08273      | 08260        | Charleville-Mézières |
| Marlemont               | 125                      | 10,06      | 12               | 08277      | 08290        | Charleville-Mézières |
| Mesmont                 | 91                       | 11,32      | 8                | 08288      | 08270        | Rethel               |
| Montmeillant            | 84                       | 7,02       | 12               | 08307      | 08220        | Rethel               |
| Neufmaison              | 68                       | 7,06       | 10               | 08315      | 08560        | Charleville-Mézières |
| Neuvizy                 | 119                      | 8,62       | 14               | 08324      | 08430        | Rethel               |
| Novion-Porcien          | 519                      | 17,21      | 30               | 08329      | 08270        | Rethel               |
| Prez                    | 132                      | 12,40      | 11               | 08344      | 08290        | Charleville-Mézières |
| Puiseux                 | 110                      | 3,41       | 32               | 08348      | 08270        | Rethel               |
| Raillicourt             | 226                      | 6,87       | 33               | 08352      | 08430        | Charleville-Mézières |
| Remaucourt              | 173                      | 10,80      | 16               | 08356      | 08220        | Rethel               |
| Renneville              | 192                      | 9,85       | 19               | 08360      | 08220        | Rethel               |
| Rocquigny               | 652                      | 36,85      | 18               | 08366      | 08220        | Rethel               |
| Rouvroy-sur-Audry       | 528                      | 9,15       | 58               | 08370      | 08150        | Charleville-Mézières |
| Rubigny                 | 61                       | 5,12       | 12               | 08372      | 08220        | Rethel               |
| Rumigny                 | 269                      | 17,38      | 15               | 08373      | 08290        | Charleville-Mézières |
| Saint-Jean-aux-Bois     | 93                       | 8,90       | 10               | 08382      | 08220        | Rethel               |
| Saulces-Monclin         | 841                      | 20,23      | 42               | 08402      | 08270        | Rethel               |
| Sery                    | 319                      | 18,57      | 17               | 08415      | 08270        | Rethel               |
| Signy-l’Abbaye          | 1.346                    | 62,03      | 22               | 08419      | 08460        | Charleville-Mézières |
| Sorcy-Bauthémont        | 147                      | 11,14      | 13               | 08428      | 08270        | Rethel               |
| Thin-le-Moutier         | 682                      | 39,72      | 17               | 08449      | 08460        | Charleville-Mézières |
| Vaux-lès-Rubigny        | 44                       | 3,92       | 11               | 08465      | 08220        | Rethel               |
| Vaux-Montreuil          | 108                      | 8,35       | 13               | 08467      | 08270        | Rethel               |
| Vaux-Villaine           | 189                      | 9,96       | 19               | 08468      | 08150        | Charleville-Mézières |
| Viel-Saint-Remy         | 300                      | 22,63      | 13               | 08472      | 08270        | Rethel               |
| Villers-le-Tourneur     | 216                      | 7,85       | 28               | 08479      | 08430        | Rethel               |
| Wagnon                  | 108                      | 15,28      | 7                | 08496      | 08270        | Rethel               |
| Wasigny                 | 280                      | 9,98       | 28               | 08499      | 08270        | Rethel               |
| Wignicourt              | 57                       | 4,49       | 13               | 08500      | 08270        | Rethel               |
| Kanton Signy-l’Abbaye   | 15.391                   | 819,51     | 19               | 0817       | –            | –                    |

Bis zur landesweiten Neuordnung der französischen Kantone im März 2015 gehörten zum Kanton Signy-l’Abbaye die 12 Gemeinden Barbaise, Clavy-Warby, Dommery, Gruyères, Jandun, Lalobbe, Launois-sur-Vence, Maranwez, Neufmaison, Raillicourt, Signy-l’Abbaye und Thin-le-Moutier. Sein Zuschnitt entsprach einer Fläche von 189,42 km2. Er besaß vor 2015 den INSEE-Code 0828.

## Bevölkerungsentwicklung
| 1962 | 1968 | 1975 | 1982 | 1990 | 1999 | 2006 | 2011 |
| ---- | ---- | ---- | ---- | ---- | ---- | ---- | ---- |
| 3868 | 4147 | 3925 | 3892 | 3942 | 3816 | 3965 | 4078 |

## Politik
| Vertreter im Departementrat | Vertreter im Departementrat       | Vertreter im Departementrat |
| Amtszeit                    | Namen                             | Partei                      |
| --------------------------- | --------------------------------- | --------------------------- |
| 1998–2015                   | Elisabeth Faille                  | DVD                         |
| 2015–                       | Patrick Demorgny Elisabeth Faille | UD                          |